# 3·15 사건
3·15 사건(일본어: 三・一五事件)은 1928년 3월 15일 일본 정부가 사회주의자와 공산주의자를 탄압한 사건이다. 체포된 인물 중에는 마르크스 경제학자 가와카미 하지메가 있다.

## 개요
일본공산당이 1922년 창당한 이후 불법화되어 반체제 조직이 되었지만, 1920년대의 일본의 불안한 경제·사회 분위기 속에서 세력을 확장하였다. 1928년 2월, 제1회 보통선거에서 무산정당이 선거간섭 속에서 8명의 의원을 당선시켰다. 이에 위기감을 느낀 다나카 기이치 내각은 선거 직후인 3월 15일, 치안유지법 위반 혐의를 이유로 전국적으로 일제히 검거를 단행하였으며, 일본공산당과 노동농민당의 관계자를 비롯한 1,652명이 체포되었다.
소설가 고바야시 다키지(小林多喜)는 3·15 사건을 소재로 《1928년 3월 15일》을 발표한다(《전기》(戦旗), 1928년 11·12월호, 발매 금지). 특별고등경찰에 의한 고문의 묘사가 특별고등경찰의 분노를 샀다. 일설에는 후년의 고바야시의 고문사 사건은 이와 연관되었다고 한다.

## 같이 보기
- 노사카 산조